# 加弗努爾 (紐約州村)
加弗努爾（英語：Gouverneur）是位於美國紐約州聖羅倫斯縣的村。

## 人口
根據2020年美國人口普查的數據，加弗努爾的面積為5.70平方千米，當中陸地面積為5.50平方千米，而水域面積為0.20平方千米。當地共有人口3526人，而人口密度為每平方千米619人。